# 伊部駅
伊部駅（いんべえき）は、岡山県備前市伊部にある、西日本旅客鉄道（JR西日本）赤穂線の駅である。駅番号はJR-N11。

## 歴史
- 1958年（昭和33年）3月25日：国鉄赤穂線日生駅 - 当駅間延伸時に終着駅として開設[1]。
  - 当時の所在地表示は岡山県和気郡備前町大字伊部であった[1]。
- 1962年（昭和37年）9月1日：赤穂線当駅 - 東岡山駅間延伸、途中駅となる。
- 1967年（昭和42年）4月8日：昭和天皇、香淳皇后が第18回全国植樹祭に合わせて県内を行幸啓。岡山駅発当駅着お召し列車運転[2]。
- 1971年（昭和46年）8月15日：貨物取扱廃止[1]。
- 1983年（昭和58年）7月29日：赤穂線CTC導入に伴い、運転要員廃止[3]。
- 1984年（昭和59年）2月1日：荷物扱い廃止[1]。
- 1986年（昭和61年）11月1日：無人駅化[4]。
- 1987年（昭和62年）4月1日：国鉄分割民営化に伴い、JR西日本の駅となる[1]。この頃に備前焼伝統産業会館1階に駅が移転。
- 2018年（平成30年）9月15日：ICOCA対応IC専用機導入、ICOCAが利用可能となる[5]。
- 2019年（平成31年）
  - 3月1日：みどりの窓口営業終了[6][7]。
  - 3月2日：みどりの券売機プラス導入[6][7]。
- 2024年（令和6年）2月26日：みどりの券売機プラス撤去[8]。

## 駅構造

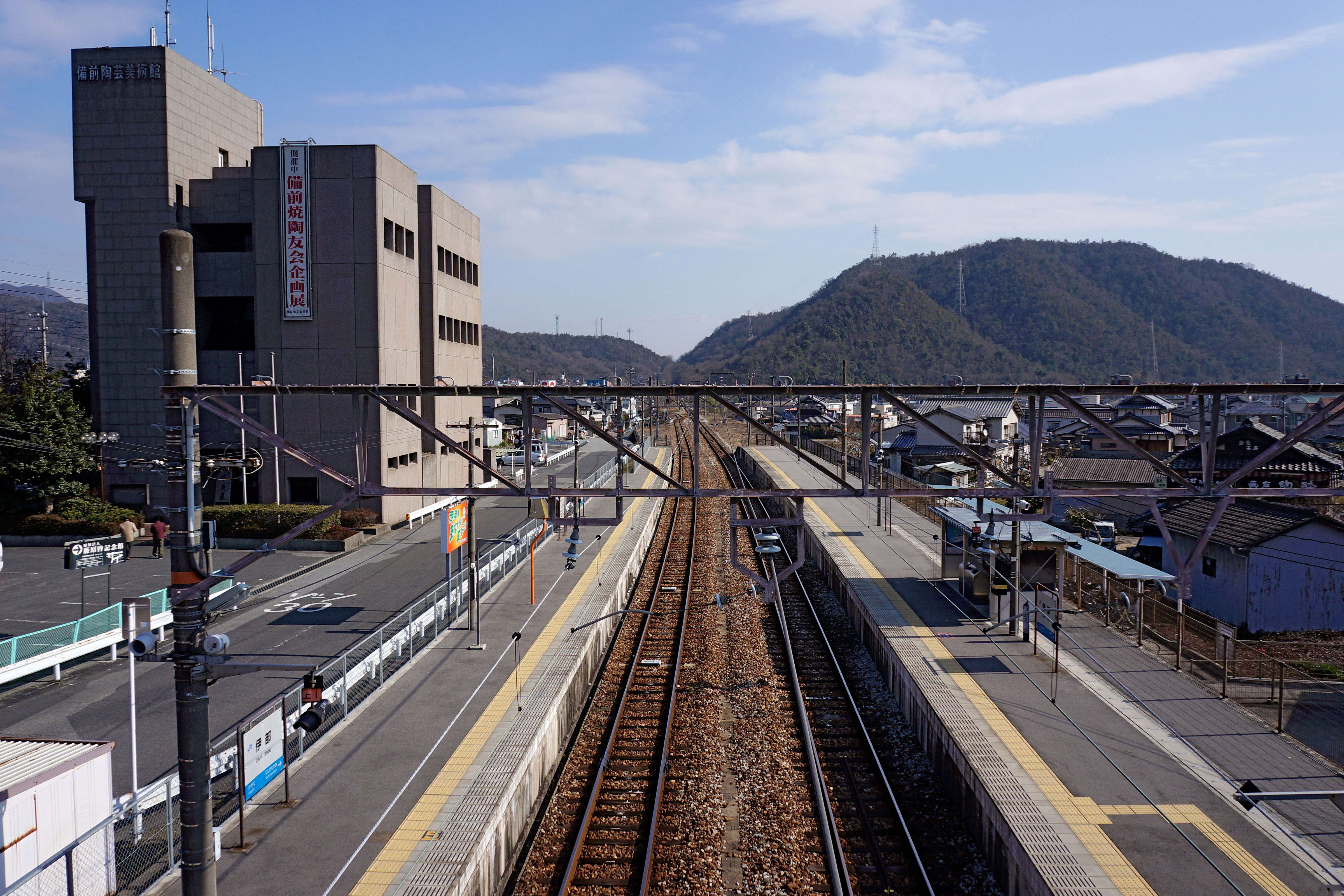
プラットホーム（2013年1月）

相対式ホーム2面2線を有する地上駅で、行違い可能駅である。両ホームは跨線橋で連絡している。当初は2面3線（下りホームが島式）で、現在の北口に備前片上駅や伊里駅同様の平屋駅舎があり、跨線橋は無くホームへの行き来は構内踏切を使用していた。後に南寄り1線は撤去され、伊部駅南ふるさと交流センターを併設した南口が完成すると連絡通路や自転車置場となった。一方、北口は1987年（昭和62年）に備前焼伝統産業会館の1階に移設されている。
東岡山駅管理の無人駅。以前は簡易委託駅（備前市受託）で、備前焼伝統産業会館と伊部駅南ふるさと交流センターとでそれぞれ窓口営業を行っていたが、車内乗車券発券機による販売であった。これとは別に周辺の簡易委託駅を管理する営業管理室があり、その中に直営みどりの窓口も設置され当初は月 - 土曜に、末期は平日に営業し、定期券・回数券・特別企画乗車券・指定席券の販売やクレジットカードでの支払いに対応していた他、JR西日本が直営で旅行業を行っていた頃は自社企画を中心とした国内旅行商品や船車券も一部取扱っていた。
無人駅化後は、営業管理室跡地を一般社団法人備前観光協会が伊部案内所として使用している。
2018年（平成30年）9月のICOCAエリア拡大・統合に伴い、当駅にもICカード読取専用機とICカードチャージ機が設置され、ICOCAの利用が可能となった。
2019年3月1日限りで簡易委託窓口、並びにみどりの窓口営業を終了し、翌3月2日からみどりの券売機プラスに移行し、別途金額式近距離券に加えてICOCA定期券・磁気定期券と無記名ICOCAの購入に対応した多機能券売機も導入されたが、みどりの券売機プラスは2024年2月26日に稼働終了した。なお、毎年10月第3土曜・日曜に備前焼まつりを開催するため臨時列車が設定される。このイベントの開催日は多数の応援職員が出て窓口営業を行う。

### のりば
| のりば | 路線   | 方向 | 行先               |
| ------ | ------ | ---- | ------------------ |
| 1      | 赤穂線 | 下り | 西大寺・岡山方面   |
| 2      | 赤穂線 | 上り | 播州赤穂・相生方面 |

※2018年7月時点でホームにのりば番号標が整備されている。運転指令上の番線番号では上りを1番線としているが、案内上ののりば番号については他の行違い可能駅に合わせて下りホーム（南口側）を1番のりばとしている。

## 利用状況
近年の1日平均乗車人員の推移は以下の通り。
| 乗車人員推移 | 乗車人員推移 |
| 年度         | 1日平均人数  |
| ------------ | ------------ |
| 1999         | 517          |
| 2000         | 497          |
| 2001         | 503          |
| 2002         | 474          |
| 2003         | 471          |
| 2004         | 446          |
| 2005         | 454          |
| 2006         | 426          |
| 2007         | 437          |
| 2008         | 456          |
| 2009         | 437          |
| 2010         | 453          |
| 2011         | 432          |
| 2012         | 434          |
| 2013         | 418          |
| 2014         | 423          |
| 2015         | 436          |
| 2016         | 443          |
| 2017         | 449          |
| 2018         | 437          |
| 2019         | 459          |
| 2020         | 363          |
| 2021         | 373          |

## 駅周辺
道路沿いに商店がある。町並みが広がるが、山間の小さな平地のためそれほど大きい訳では無い。旧国道（山陽道）沿いを中心に備前焼の店が建ち並んでおり、秋になると備前焼まつりが開催される（先述）。
- 岡山県備前警察署
- 毎日新聞備前通信部
- フコク生命備前営業所
- 第一生命備前支部
- 備前市国民健康保険 市立備前病院
- 備前日生信用金庫本店
- 晴れの国岡山農業協同組合（JA晴れの国岡山）備前支店
- 備前伊部郵便局
- 備前市立備前焼ミュージアム
- 備前焼伝統産業会館[14]
- 備前焼 陶吉[14]
- 陶玄堂[14]
- 里房（）[14]
- 備前市立伊部小学校
- 備前市立備前中学校
- マルナカ備前店
- 伊部天津神社
- 国道2号
- 国道250号
- 国道374号
- 国道484号
- 大ヶ池

### バス路線
国道2号（※駅付近は国道250号との重複区間）に「伊部駅前」停留所があり、宇野バス路線が発着する。
- 宇野バス
  - 片上 / 岡山駅

## 隣の駅
西日本旅客鉄道（JR西日本）
 赤穂線
西片上駅 (JR-N12) - 伊部駅 (JR-N11) - 香登駅 (JR-N10)